# Bjリーグ ジュニアバスケットボール大会
bjリーグ ジュニアユースバスケットボールカップは、若年層を対象としたバスケットボール大会である。通称bjカップ。

## 概略
2008年にbjリーグの理念のひとつである「グローカル＆コミュニティ」に基づき中学生年代によるbjリーグ ジュニアバスケットボール大会（通称bjリーグカップ）として創設。
bjリーグ所属球団の本拠地である都府県の中学校あるいは中学1・2年生のチームを対象とし、各本拠地で予選を開催。予選を勝ち抜いたチームは決勝大会へ進む。
優勝チームはアメリカ合衆国・テキサス州の国際大会へ招待。
一般社団法人bjリーグアカデミー（現：バスケットボールジャパンアカデミー）発足後の2013-14シーズンからは同法人主催となり、bjリーグ ジュニアユースバスケットボールカップに改称された。
2016-17シーズンよりbjリーグがBリーグに統合されたのを受けて、大会名を「バスケットボールジャパンカップ」に改称した。バスケットボールジャパンカップとしては旧bjリーグカップを継承するU-14に加え、U-18、U-15、U-12、U-10の五つの年代で大会が開かれる。

## 大会概要
- 主催：日本プロバスケットボールリーグ、bjリーグ各球団
- 特別協賛：パロ・ヴェルデホールディングズ、スポーツオーソリティ、ミズノ、スポルディング、サークルKサンクス、日本食研、ZAMST、ぴあ
- 後援：読売新聞社・スポーツニッポン新聞社

## 各年度の方式

### 2008-2009
予選は7月から10月にかけてbjリーグ球団のホームタウン12ヶ所で開催。
決勝大会は稲城市総合体育館・帝京大学八王子キャンパスで12月25・26日に開催。

### 2009-2010
予選は8月から11月にかけてbjリーグ球団のホームタウンに長野を加えた14ヶ所で開催。
決勝大会は所沢市民体育館・狭山市市民体育館で1月4～6日に開催。

## 歴代優勝チーム
| 回 | 年度   | 男子優勝                                | 決勝    | 男子準優勝                         | 女子優勝                           | 決勝    | 女子準優勝                               |
| -- | ------ | --------------------------------------- | ------- | ---------------------------------- | ---------------------------------- | ------- | ---------------------------------------- |
| 1  | 2008年 | 姪浜HORIZON（福岡）                     | 52 - 44 | ガウチョーズ（埼玉）               | 高見SUPER EXPRESS（福岡）          | 87 - 38 | 飯山クラブ（香川）                       |
| 2  | 2009年 | 沖縄ミッドランドセレクションズ（沖縄）  | 81 - 63 | 大枝BAMBOOS（京都）                | 高見SUPER EXPRESS（福岡）          | 97 - 28 | 鳥山中CROWS（東京A）                     |
| 3  | 2010年 | 上越ジョーズBBC（長野）                 | 43 - 42 | 沼田選抜（群馬）                   | 都城市立五十市中学校（宮崎）       | 53 - 47 | 横手市立平鹿中学校（秋田）               |
| 4  | 2011年 | 上越ジョーズBBC（長野）                 | 64 - 61 | KBC（長野）                        | 豊野バスケットボールクラブ（埼玉） | 68 - 36 | 湘光中学校（神奈川）                     |
| 5  | 2012年 | サンシャインズ（大阪）                  | 82 - 63 | 大枝BREAKS（京都）                 | モンキーレンジャー12（新潟）       | 83 - 48 | いただきJAPAN（東京）                    |
| 6  | 2013年 | 牧之原榛原（静岡）                      | 58 - 35 | 豊野バスケットボールクラブ（埼玉） | JAMs Sports Club（埼玉）           | 84 - 44 | iwa4fivestars（東京）                    |
| 7  | 2014年 | KAISEIKANバスケットボールクラブ（静岡） | 65 - 63 | KBC（長野）                        | 豊野バスケットボールクラブ（埼玉） | 61 - 51 | 相模女子バスケットボールクラブ（神奈川） |
| 8  | 2015年 | 浜松学院（静岡）                        | 68 - 54 | 上越ジョーズBBC（長野）            | 豊野バスケットボールクラブ（埼玉） | 64 - 30 | 浜松学院中学校（静岡）                   |